# Anaïs Volpé
Anaïs Volpé, née le 22 novembre 1988 à Toulouse, est une actrice, scénariste, réalisatrice autodidacte française.

## Biographie
À l'âge de 18 ans, Anaïs Volpé quitte sa ville natale pour venir vivre à Paris. Elle débute en tant que comédienne et est sélectionnée sur concours aux Ateliers du lundi au Théâtre national de la Colline. Elle joue par la suite dans plusieurs courts et longs métrages indépendants.
En 2012, elle apprend le montage et la réalisation par elle-même. Elle réalise trois mini-films pour s’entraîner à monter. Ces films, de moins de trois minutes, sont souvent tournés et montés avec quelques bout de ficelles. Le premier mini-film, Mars ou Twix est sélectionné au Mashup Film Festival du Forum des images à Paris. Le second, Cherry.58 est sélectionné au Mobile Film Festival et le troisième Lettre à ma sœur, uniquement tourné avec un Iphone, est acheté et diffusé par France 3. L'année suivante, elle réalise son premier court métrage, intitulé Blast, avec des moyens plus importants et entourée d'un équipe technique. Le film remporte le prix du jury au Festival international des jeunes talents France/Chine et lui permet d'être invitée par l'Ambassade de France en Chine ainsi que de gagner une bourse de l'Institut français de Pékin.
À 25 ans, elle écrit, réalise et monte son premier long métrage, Heis (chroniques), auto-produit avec un budget de 3 000 euros. Le film est sélectionné en première mondiale et primé (prix du jury) au festival du film de Los Angeles en 2016. Il devient alors éligible aux Independent Spirit Awards aux États-Unis. The Hollywood Reporter décrit le film comme « une vision poétique et sensible ».
Le film sort sur grand écran en 2017 et reçoit un bon accueil de la presse et du public. Ce long métrage, issu du projet cross-média auto-produit « HEIS » — composé d’un long-métrage, d'une série de 5 épisodes de 11 minutes et d'une installation artistique — multiplie les sélections en festivals,. Parmi eux, le festival international du film de Rotterdam (IFFR), dans la section « Bright Future » qui met en avant les « jeunes réalisateurs émergents, qui ont leur propre style et vision. » Les travaux d’Anaïs Volpé sont exposés dans plusieurs galeries d’art entre Paris, Londres, et Rotterdam.
Un de ses scénarios de long métrage, Märlha, est sélectionné à la Berlinale en 2017 ainsi qu’à La Maison des scénaristes du festival de Cannes 2016.
En 2018, Anaïs Volpé est sélectionnée au sein de la Fête du court métrage parmi 15 réalisateurs et réalisatrices qui représentent « la relève du cinéma français ». Lors de la soirée d'ouverture, elle est marrainée par la réalisatrice Julie Bertuccelli.
En 2021, elle participe au Festival international du film francophone de Namur (FIFF), en Belgique, avec son long métrage Entre les vagues. 

## Filmographie

### Actrice

#### Court métrage
- 2013 : Blast de Anaïs Volpé : Yaëlle

#### Longs métrages
- 2014 : Paine de Gabriel Dumas Delage : Marie P.
- 2015 : 600 euros de Adnane Tragha : Karine
- 2017 : Heis (chroniques) de Anaïs Volpé : Pia

### Réalisatrice

#### Courts métrages
- 2012 : Mars ou Twix
- 2012 : Lettre à ma soeur
- 2013 : Cherry.58
- 2016 : Unis
- 2018 : Indemnes

#### Série télévisée
- 2015 : Heis (pile ou face) - 5 épisodes

#### Longs métrages
- 2016 : Heis (chroniques)
- 2021 : Entre les vagues

### Scénariste
- 2012 : Mars ou Twix
- 2012 : Lettre à ma soeur
- 2013 : Cherry.58
- 2013 : Blast
- 2015 : Heis (pile ou face) - 5 épisodes
- 2016 : Heis (chroniques)
- 2018 : Indemnes
- 2021 : Entre les vagues

### Distinctions
- Festival du film de Los Angeles 2016 : Prix du jury de la meilleure fiction étrangère pour Heis (chroniques)
- FIFIB 2016 : Prix Contrebandes pour Heis (chroniques)